# María Isabel Salinas
María Isabel Salinas García (ur. 23 czerwca 1966 w Níjarze) – hiszpańska polityk, nauczycielka, parlamentarzystka krajowa, od 2004 do 2009 deputowana do Parlamentu Europejskiego VI kadencji.

## Życiorys
W 1988 uzyskała dyplom w zakresie nauczania tańca (w tym flamenco). W drugiej połowie lat 90. studiowała prawo. Pracowała początkowo jako nauczycielka tańca. Jednocześnie zaangażowała się w działalność Hiszpańskiej Socjalistycznej Partii Robotniczej (PSOE). Pełniła różne funkcje w strukturach tego ugrupowania, w tym sekretarza ds. kobiet i imigracji.
Od 1991 do 2000 zasiadała w radzie miejskiej w Níjarze, w latach 1996–2000 była posłanką do Kongresu Deputowanych, niższej izby Kortezów Generalnych. Przez kolejne cztery lata odpowiadała za sprawy kultury w regionalnym rządzie Andaluzji.
W wyborach w 2004 uzyskała mandat deputowanej do Parlamentu Europejskiego VI kadencji. Zasiadała w Grupie Socjalistycznej, pracowała m.in. w Komisji Rolnictwa i Rozwoju Wsi. Z Europarlamentu odeszła na parę miesięcy przed końcem kadencji, obejmując stanowisko w administracji regionalnej w Andaluzji (została sekretarzem ds. rolnictwa).